# Oblężenie Maastricht
Oblężenie Maastricht – oblężenie, które miało miejsce od 13 czerwca do 26 czerwca 1673 podczas wojny Francji z koalicją.
Oblężenie Maastricht było jednym z kluczowych elementów planów króla Francji Ludwika XIV związanych z atakiem na Holandię, który był rewanżem za uniemożliwienie podboju hiszpańskich Niderlandów podczas wojny dewolucyjnej.
Pozorując atak na Gandawę i Brukselę, Ludwik w maju 1672 skierował swą armię poza Maastricht, będącym kondominium Zjednoczonych Prowincji i biskupstwa Liège, nie przejmując się pozostawioną na tyłach fortecą. Jednak w 1673, gdy zagrożone zostały jego linie zaopatrzeniowe, zdecydował się zdobyć twierdzę. Armia francuska dotarła pod mury Maastricht 11 czerwca 1673, a w dwa dni później rozpoczęło się oblężenie.
Maastricht było pierwszym miastem, jakie zaatakował w swej karierze Sébastien Vauban, mistrz sztuki oblężniczej swoich czasów. Organizując ogień francuskiej artylerii, Vauban rozkazał zbudować serię okopów o wzorze zygzakowatym, równoległy do murów, które miały być ostrzeliwane. Okopy o takim kształcie powodowały, że obrońcy mieli ogromne trudności ze skutecznością ognia zwalczającego wojska oblężnicze.
Dnia 24 czerwca wszystkie okopy były ukończone. Francuzi ruszyli do szturmu pod wodzą kapitana-porucznika (tłum. z ang. Captain-Lieutenant) Charles’a de Batz-Castelmore'a, znanego jako hrabia d’Artagnan. Po ciężkiej walce nacierające wojska przedarły się przez fosę i dopadły stromo ukształtowanych obwarowań twierdzy. Doszło do najcięższych walk w całym oblężeniu. Większość Francuzów została z miejsca wyparta przez hiszpańskie wojska posiłkowe, lecz około 30 żołnierzy utrzymywało się przez całą noc. Książę Monmouth przeprowadził atak w celu zabezpieczenia pozycji bronionej przez dzielną garstkę, nie dał jednak rady i wycofał się po stracie 300 ludzi. Holendrzy odzyskali wkrótce utracone naroże fortyfikacji i gdy książę Monmouth poprowadził swe wojska do kolejnego natarcia, ponownie został odparty, a hrabia d’Artagnan poległ. W końcu król Ludwik rozkazał wrócić do działań artyleryjskich, które w ciągu tygodnia zmusiły Holendrów do kapitulacji.
Maastricht wrócił pod panowanie Holandii dopiero w 1678 na mocy kończącego wojnę traktatu w Nijmegen. Najbardziej znaczące w tym oblężeniu były nowatorskie techniki sztuki oblężniczej zastosowane przez Vaubana.